# Ronny Scholz
Pour les articles homonymes, voir Scholz.
Ronny Scholz (né le 24 avril 1978 à Forst Brandebourg) est un coureur cycliste allemand des années 2000. Professionnel de 2001 à 2009, dans les équipes allemandes Gerolsteiner et Milram, il prend sa retraite à l'issue de la saison 2009.

## Palmarès
- 2001
  - Tour du Schynberg
- 2002
  - Tour de Rhénanie-Palatinat
- 2003
  - 2e étape du Tour de Basse-Saxe
  - 2e étape du Regio-Tour (contre-la-montre)
- 2005
  - Tour de Nuremberg

## Résultats sur les grands tours

### Tour d'Italie
- 2003 : abandon
- 2006 : abandon
- 2009 : abandon

### Tour de France
- 2004 : 53e
- 2005 : 91e
- 2006 : 96e
- 2007 : 81e
- 2008 : 93e